# Callitris oblonga
Callitris oblonga es una especie de árbol de coníferas en la familia Cupressaceae (familia de los cipreses), nativo de Australia, donde está considerada en peligro de extinción por la pérdida de hábitat.

## Descripción
Es un pequeño árbol, con las hojas, por lo general, de 4-5 mm de largo, Los conos solitarios o en racimos densos en las ramas; sésiles o sobre ramillas fructíferas cortas, que quedan después de la madurez; ovoides, de 12-15 mm de diámetro × 15-20 mm de largo. Escamas del cono gruesas, estrechándose arriba en un ápice generalmente engrosado por un punto dorsal corto, las escamas alternativas muy reducidas.

## Distribución y Ecología
Se distribuye por Nueva Gales del Sur y Tasmania. Por lo general crece en la arena cerca de las orillas de los arroyos; dispersa a lo largo de la escarpa, raro en NSW. Es una especie dominante en los bosques de Eucalyptus ovata - Callitris oblonga, con una vegetación de ribera inundable en Tasmania que tiene un dosel arbóreo de eucalipto, típicamente de E. ovata, pero en algunas zonas del Eucaliptus viminalis o Eucaliptus amygdalina; con un nivel medio de Callitris oblonga y un sotobosque arbustivo rico en el que Bursaria spinosa, Melaleuca gibbosa y Acacia dealbata son componentes comunes.

## Taxonomía
Callitris oblonga fue descrita por A.Rich. & Rich. y publicado en Commentatio botanica de Conifereis et Cycadeis 49 t. 18, f. 2. 1826.
Etimología
Callitris: nombre genérico que deriva de las palabras griegas: 
kallos que significa "hermosa" y treis = "tres""; a causa de la disposición simétrica de las hojas.
oblonga: epíteto latíno que significa "oblonga".
Sinonimia
- Callitris fruticosa R.Br. ex Rich.
- Callitris gunnii Hook.f.
- Callitris oblonga subsp. corangensis K.D.Hill
- Callitris oblonga subsp. parva K.D.Hill
- Cupressus fothergillii J.Forbes
- Frenela fothergillii (J.Forbes) Endl.
- Frenela fruticosa Endl.
- Frenela gunnii (Hook.f.) Endl.
- Frenela macrostachya Knight & Perry ex Gordon	[7]